# 입당구법순례행기

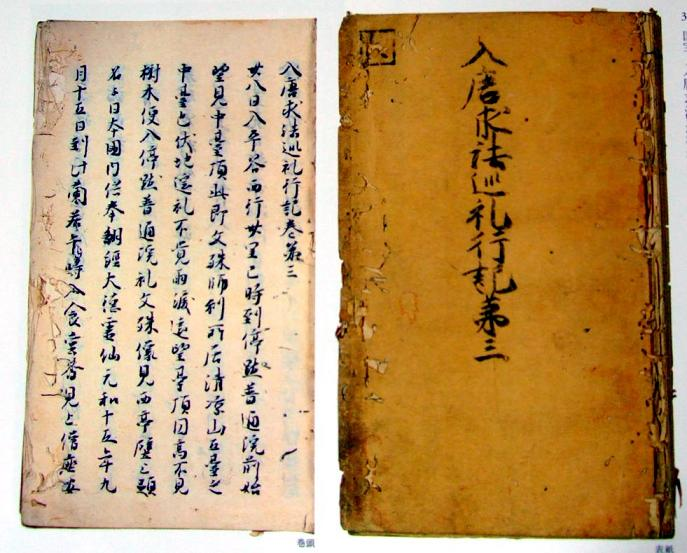

입당구법순례행기(入唐求法巡禮行記)는 9세기 헤이안 시대에 활동한 연력사(延曆寺, 엔랴쿠지)의 승려 엔닌이 저술한 일기로, 일본 규슈(九州) 하카타를 출발하여 당나라에 9년(838년-847년) 동안 머무르고 일본으로 돌아오기까지 행적을 기록한 책이다. 이 일기는 9세기 당나라와 당나라 내 신라인의 군사, 무역, 종교, 사회, 문화, 관습 등을 상세히 소개하고 있다.

## 내용
입당구법순례행기는 총 4권으로 구성되어 있고, 신라와 관련된 기록은 2권과 4권이다. 특히 주목할 것은 2권인데, 적산법화원에 머물다가 오대산을 여행하는 내용을 다루고 있다.
그의 일기에는 당시의 당나라의 군사, 무역, 종교, 사회, 정치, 풍습과 관습, 문화, 외교, 이민족 등 많은 사실적인 기록들이 들어가 있다. 특히 그는 신라방에서 많은 신세를 진 듯 그의 책에서 “신라인 장보고의 통치 아래 있던 중국 내 신라방이 자신에게 베풀어진 배려가 아니었으면, 신라구의 위협으로 돌아가기 힘들었다"고 기록하고 있다.
현재 교토시 인근 연력사에서 장보고 기념비와 기의 흔적을 찾아볼 수 있다. 지금도 해상왕 장보고와 당시의 신라와 당나라 그리고 신라방의 군사적, 외교적 상황을 알아보는 데 귀중한 사료가 되고 있다.

## 같이 보기
- 엔닌
- 장보고
- 신라방
- 적산법화원